# 鐵路局機務段員工連棟宿舍
鐵路局機務段員工連棟宿舍，為建於日治時期的「鐵道共濟組合住宅」，屬於「上埤頭朱厝崙鐵道部官舍」的一部分，位於台北市中山區。戰後作為台灣鐵路管理局基層的員工宿舍，住戶多為運務處、機務處的員工。隨後續使用，每戶皆有些許改建，但保存情況大致良好，2007年登錄為臺北市歷史建築，共計15棟。目前閒置中，部分屋頂已塌陷；整區已納入「臺北市中山女中南側地區」都市更新案裡，未來將同步修復並再利用。

## 建築特色
建築屬於「判任官丁種宿舍｣，皆為磚造的雙併日式建築，平面為一字形，屋頂為二坡落水。每二戶中間以防火山牆或防火巷隔開，正面屋坡開氣窗。此宿舍群北側的兩棟官舍屬於上埤頭朱厝崙鐵道部官舍的一部分，分別為判任官甲種宿舍、判任官乙種宿舍，不在此歷史建築範圍內。

## 都市更新
在中山女中南側地區都市更新案中，建國北路一段23巷以南，八德路二段以北，為第一期開發地區。計畫將八德路二段167巷東側的宿舍移築至167向左側臨八德路的位置，並將北側的甲、乙種宿舍納入保存範圍。

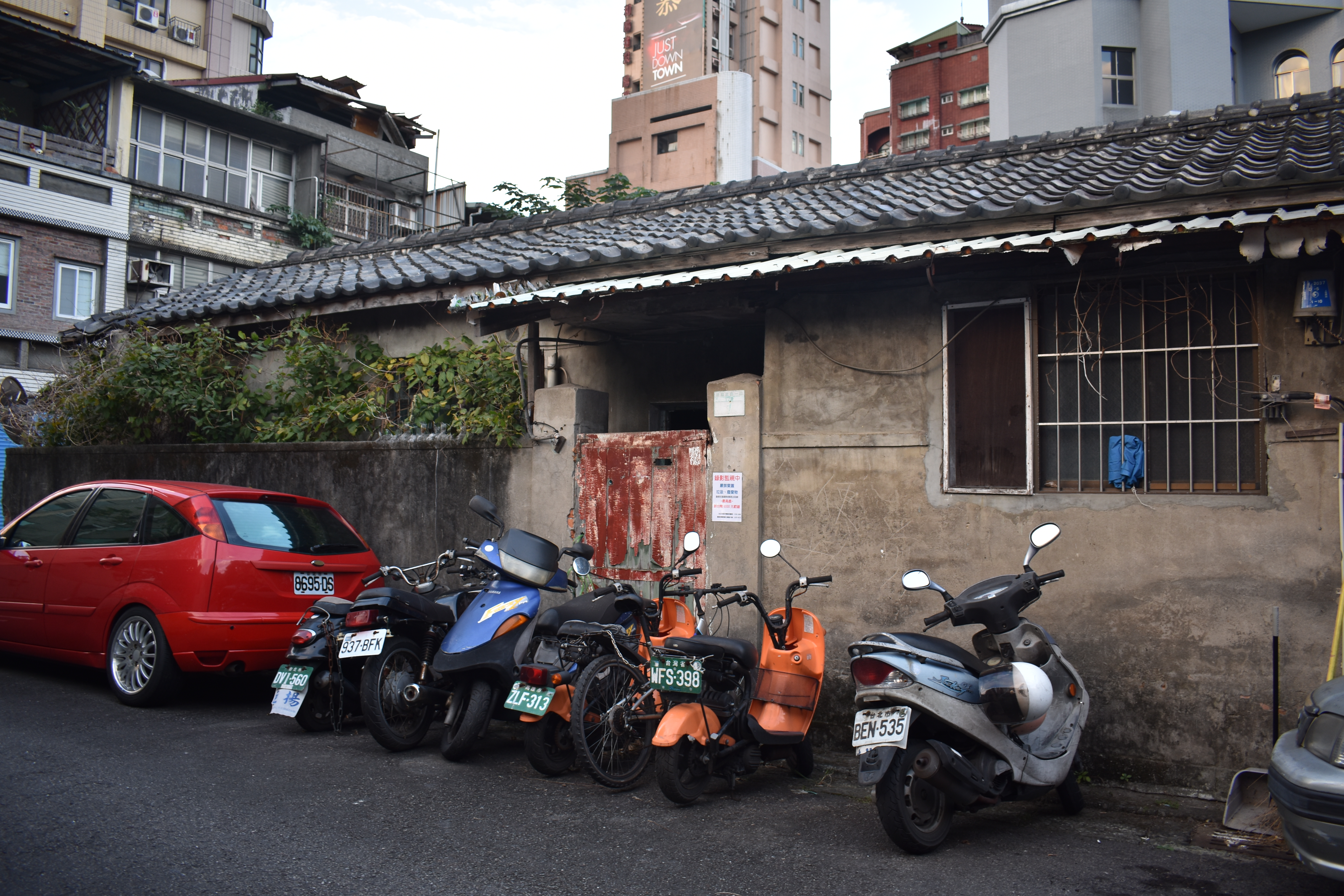
建國北路1段17巷3號
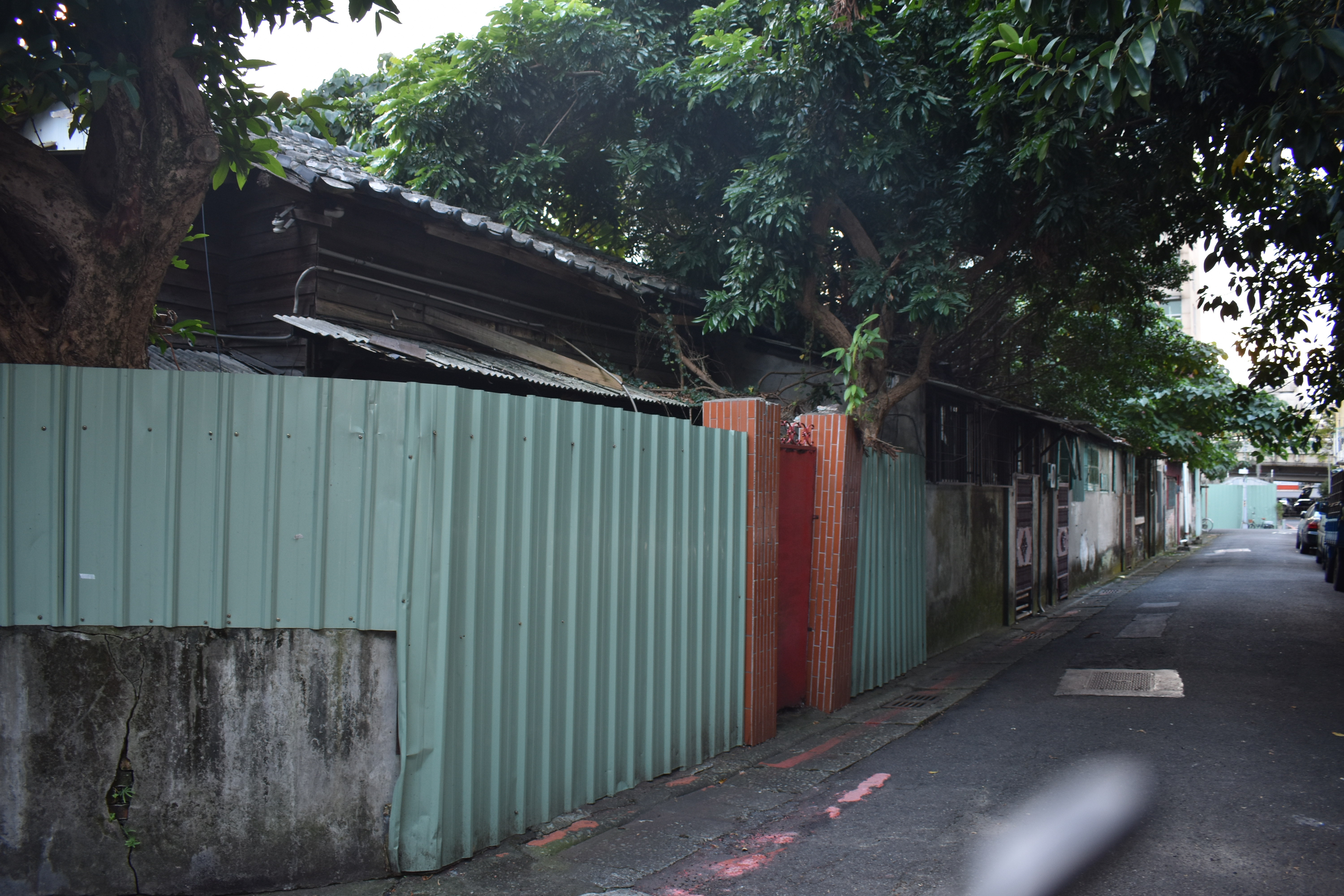
建國北路1段17巷1號
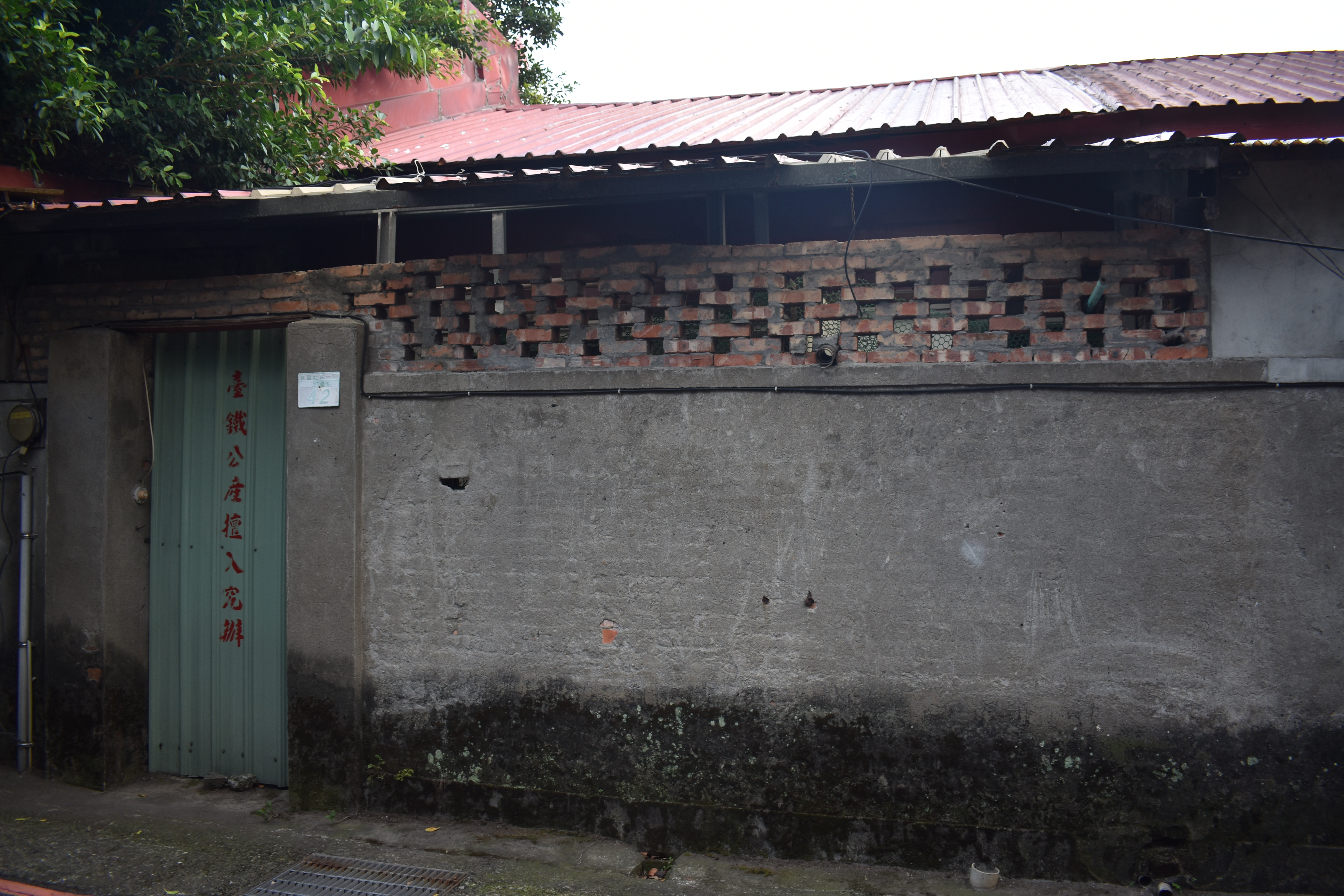
建國北路一段11巷42號
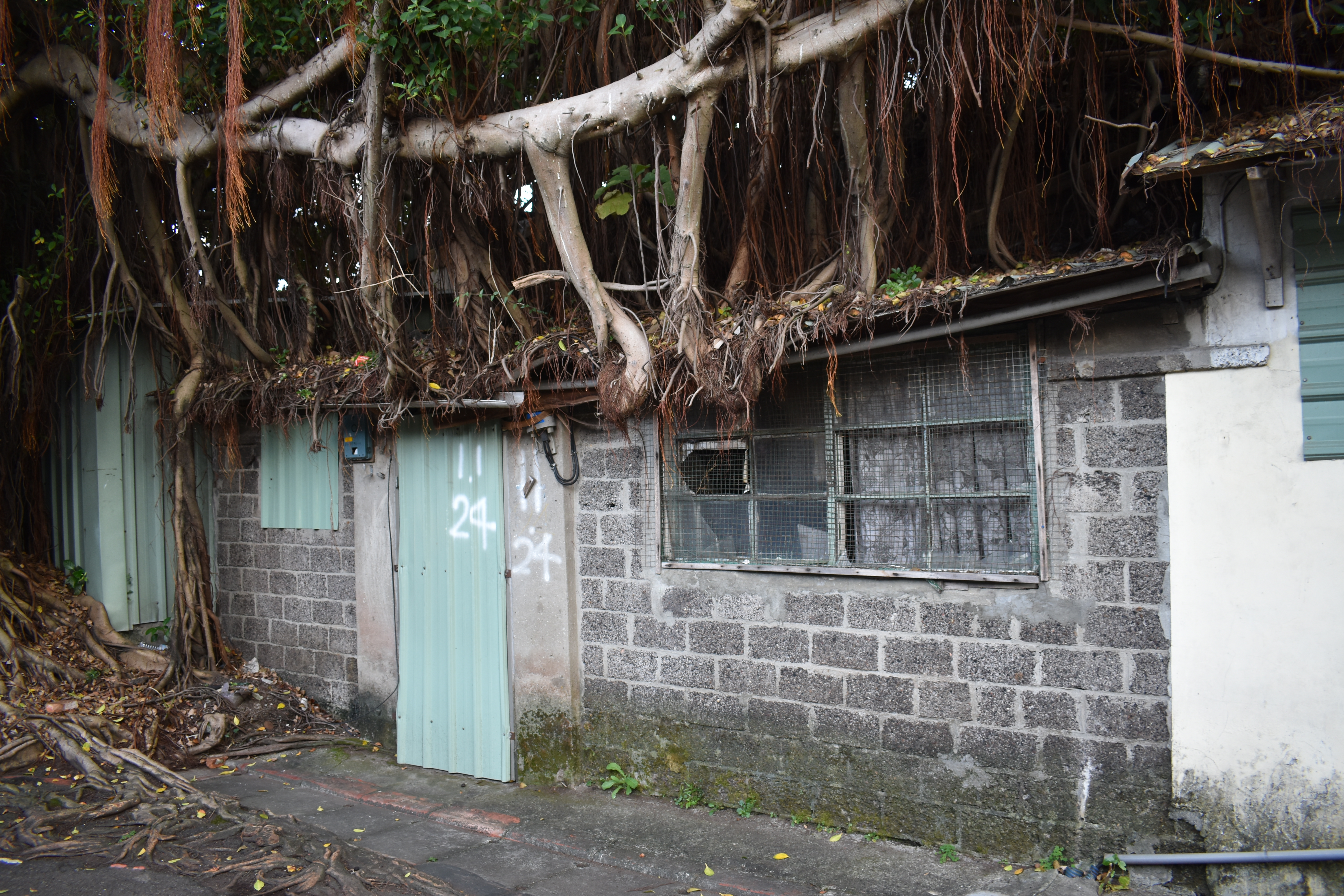
建國北路一段11巷18、20、22、24、26號
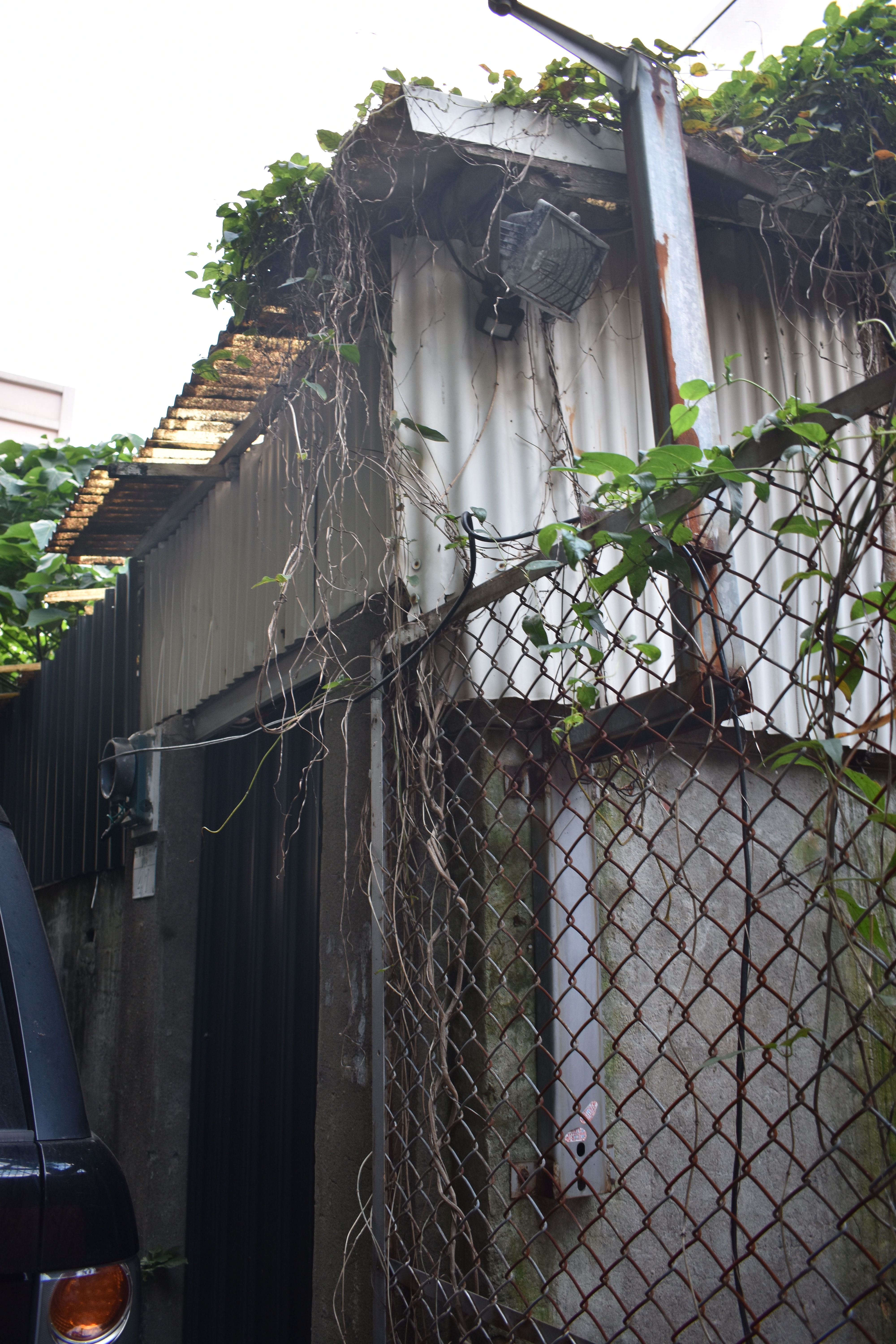
建國北路一段11巷47號